# كريس لايتون
كريس لايتون (بالإنجليزية: Chris Layton)‏ هو طبال أمريكي، ولد في 16 نوفمبر 1955 في كوربوس كريستي في الولايات المتحدة.

## وصلات خارجية
- كريس لايتون على موقع IMDb (الإنجليزية)
- كريس لايتون على موقع ميوزك برينز (الإنجليزية)
- كريس لايتون على موقع أول ميوزيك (الإنجليزية)
- كريس لايتون على موقع ديسكوغز (الإنجليزية)
- كريس لايتون على موقع قاعدة بيانات الفيلم (الإنجليزية)